# 4544 Xanthus
4544 Xanthus (1989 FB) is an Apollo vật thể gần Trái Đất được phát hiện ngày 31 tháng 3 năm 1989 bởi Henry Holt và Norman G. Thomas ở Đài thiên văn Palomar.